# Кара-бей Чачба
Карабей или Кара-бей (вторая половина XVI — начало XVII веков) — владетельный князь Абхазского княжества, из рода Шервашидзе (Чачба). Старший сын князя Бослако и брат князя Путо. После смерти Бослако его государство было разделено между его сыновьями — северной частью со столицей в Лыхны получил Карабей, южной со столицей в Сухуме — его брат Путо. Время правления Карабея не ясно — некоторые источники указываю период от 1580 до 1630-х годов, другие ограничиваются 1620-мы годами. Вероятно, исповедовал ислам и по этой причине получил турецкое имя. 